# تپه قراگل شماره ۱
تپه قراگل شماره ۱ مربوط به دوره اشکانیان - سده‌های اولیه دوران‌های تاریخی پس از اسلام است و در شهرستان کبودرآهنگ، بخش مرکزی، دهستان سرداران، روستای قراگل واقع شده و این اثر در تاریخ ۷ اسفند ۱۳۸۶ با شمارهٔ ثبت ۲۱۶۶۲ به‌عنوان یکی از آثار ملی ایران به ثبت رسیده است.